# Djelo za širenje vjere
Djelo za širenje vjere međunarodna je udruga koja koordinira pomoć katoličkim svećenicima misionarima, redovnicima i redovnicama u misijskim područjima. Društvo je osnovala Pauline Jaricot u Lyonu u 1822. godine. To je najstarije od četiri Papinska misijska djela Katoličke Crkve.

## Istaknuti članovi
- Fulton John Sheen